# Cu Chi-tunnelerne
Cu Chi-tunnelerne er et system af tunneler i bydelen Cu Chi i Saigon, Vietnam. Tunnelsystemet ligger 35 km nord for byens centrum og blev bygget under Vietnamkrigen af de vietnamesiske kommunister. Mange soldater og kommunistiske ledere levede i dette system af tunneler i perioder af krigen, og USAs og Sydvietnams hære var ude af stand til at ødelægge det. Vietnameserne kunne bl.a. finde på at have køkkener under jorden og så lede røgen ud et andet sted for at forvirre amerikanerne.
I dag er tunnelerne et populært turistmål.